# باولا فيراري (صحفية)
باولا فيراري (بالإيطالية: Paola Ferrari)‏ هي صحفية ومقدمة تلفزيونية إيطالية، ولدت في 6 أكتوبر 1960 في ميلانو في إيطاليا.

## وصلات خارجية
- باولا فيراري على موقع IMDb (الإنجليزية)